# Parlamentswahl im Anglo-Ägyptischen Sudan 1953
Die Parlamentswahl im Anglo-Ägyptischen Sudan 1953 fand am 2. und 25. November – vor der Einführung der Unabhängigkeit vom Königreich Ägypten – statt.
Das Ergebnis war ein klarer und eindeutiger Sieg der National Unionist Party (NUP), welche 50 der 97 Sitze im sudanesischen Parlament und 21 der 30 gewählten Sitze im Senat gewann. Weitere 20 Mitglieder wurden für den Senat nominiert, von denen die NUP 10 assignierte. Obwohl die Umma Party und einige britische Medien den Vorwurf erhoben, dass Ägypten den Ausgang der Wahlen zu beeinflussen suchte, wurde die Wahl generell als frei und fair betrachtet.

## Ergebnisse

### Parlamentswahl
| Partei                                 | Anteil  | Sitze |
| -------------------------------------- | ------- | ----- |
| National Unionist Party                | 51,55 % | 50    |
| Umma Party                             | 23,71 % | 23    |
| Unabhängige und Anti-colonialist Party | 12,37 % | 12    |
| Southern Bloc                          | 9,28 %  | 9     |
| Republican Socialist Party             | 3,09 %  | 3     |
| Gesamt                                 | 100 %   | 97    |

### Senatswahl
| Partei                             | Anteil | Sitze | Nominationen | Gesamt |
| ---------------------------------- | ------ | ----- | ------------ | ------ |
| National Unionist Party            | 31 %   | 21    | 10           | 31     |
| Umma Party                         | 8 %    | 4     | 4            | 8      |
| Southern Bloc                      | 6 %    | 3     | 3            | 6      |
| Unabhängige/Anti-colonialist Party | 4 %    | 1     | 3            | 4      |
| Republican Socialist Party         | 1 %    | 1     | 0            | 1      |
| Gesamt                             | 100    | 30    | 20           | 50     |